# 広面
広面（ひろおもて）は秋田県秋田市にある大字。郵便番号は010-0041。住居表示未実施地区。

## 地理
秋田市の東部に位置する。太平川の中流域右岸に当たる広大な農業地域だったが、戦後は急速に宅地化が進み、現在では大半が住宅地となっている。地区内を南北に縦貫する秋田県道41号秋田昭和線（都市計画道路横山金足線）、東西に走る秋田県道28号秋田岩見船岡線・秋田県道62号秋田北野田線沿いには商業施設が多い。手形学園町の秋田大学手形キャンパスや柳田の同本道キャンパスに近いため、一部は学生街の様相も呈している。
かつては南部に於いて太平川の左岸にも地区の一部が存在したことがあるが、住居表示実施に伴う町名整理で左岸域は新たな町丁である桜・横森の一部となり、現在も左岸域に残る広面は東部の広面近隣公園付近にあった蛇行を直線化した箇所のみである（逆にこの付近では、右岸域に対岸の下北手松崎・下北手桜が残存している箇所もある）。また、北西部の手形山には昭和40年代末から50年代にかけて手形山団地が形成され、やはり住居表示実施に伴い新たな町丁となって広面および手形から離脱したため、広面字近藤沢の残存部が手形山東町によってその他の広面から分断され飛び地となっている。
字赤沼に太平山三吉神社里宮があり、古代から太平山信仰で栄えた。毎年1月17日には三吉梵天祭（けんか梵天）が行われる。
北は柳田（字鳥越・字推子・字糠塚・字境田・字川崎）、東は下北手松崎（字上崎・字大巻・字家ノ前・字碇り・字岩瀬）・下北手桜（字宮ケ沢）、南は桜（一丁目）・横森（五丁目・一丁目）、南西は東通（明田・観音前・七丁目・八丁目・四丁目・三丁目・二丁目）、西は手形（字十七流・字蛇野）・蛇野、北西は手形字大沢・手形山（西町・南町・中町・東町）と接する。飛び地の字近藤沢は、南東・南を手形山（東町・北町・西町）、西・北西を手形（字大沢・字大松沢）、北東を柳田（字鳥越）と接する。

### 小字
41の小字が設置されていたが、うち4の小字は住居表示実施に伴う区画整理で全域が他地区へ編入され消滅した。
- 字赤沼（あかぬま）
- 字家ノ下（いえのした）
- 字碇（いかり）
- 字板橋（いたばし） - 平成7年10月1日消滅
- 字板橋添（いたばしぞえ）
- 字大袋（おおぶくろ）
- 字大巻（おおまき）
- 字鬼頭（おにこうべ）
- 字蟹沢（かにさわ）
- 字川崎（かわさき）
- 字小沼（こぬま） - 平成7年10月1日消滅
- 字小沼古川端（こぬまふるかわばた）
- 字近藤沢（こんどうさわ）
- 字近藤堰越（こんどうせきごし）
- 字近藤堰添（こんどうせきぞえ）
- 字近藤山下（こんどうやました） - 昭和56年4月1日消滅
- 字推子（すいこ）
- 字高田（たかだ）
- 字堤敷（つつみしき）
- 字釣瓶町（つるべまち）
- 字土手下（どてした）
- 字樋ノ上（とよのうえ）
- 字樋ノ沖（とよのおき）
- 字樋口（とよくち）
- 字樋ノ下（とよのした）
- 字長沼（ながぬま）
- 字鍋沼（なべぬま）
- 字二階堤（にかいつつみ）
- 字糠塚（ぬかづか）
- 字野添（のぞえ）
- 字蓮沼（はすぬま）
- 字昼寝（ひるね）
- 字広面（ひろおもて）
- 字二ツ屋（ふたつや）
- 字宮田（みやた）
- 字屋敷田（やしきだ）[3]
- 字谷地沖（やちおき）
- 字谷地田（やちた）
- 字谷地眼（やちまなこ） - 平成7年10月1日消滅
- 字谷内佐渡（やないさど）
- 字柳沢（やなぎさわ）

### 河川
- 太平川

## 歴史
1592年9月27日（文禄元年8月22日）の「秋田家分限帳写」に「馬場広面(屋)村 994石余」とあるのが初見資料である。本来は馬場村と広面村だが連記したもので、馬場村は近世以降の柳田村の一部と考えられている。江戸時代を通じて久保田藩領であり、「享保郡邑記」では村内70軒のうち49軒は枝郷の赤沼・谷内佐渡・樋口・二ツ谷4ヶ村分であるとした。「寛政村附帳」では親郷目長崎村の寄郷とされ、「秋田風土記」では99軒（枝郷4）となっている。
菅江真澄は地名の由来を「城面」（しろおもて）であると「ふでのまにまに」に記している。

### 沿革
- 1873年（明治6年）3月 - 大区小区制の改正に伴い、秋田郡広面村は秋田県第1大区6小区に属す[6]。
- 1874年（明治7年）8月20日 - 広面学校が開校する[7]。
- 1884年（明治17年）頃 - 郡区町村編制法の下で、南秋田郡手形村・蛇野村・広面村・柳田村が連合。戸長役場は広面村に設置される[4]。
- 1887年（明治20年） - 組合4ヶ村の戸数は467戸、人口は2,659人[4]。
- 1888年（明治21年） - 広面村の戸数184戸[4]。
- 1889年（明治22年）4月1日 - 町村制施行に伴い広面村・楢山村・柳田村・蛇野村（一部を除く）が合併し、南秋田郡広山田村が発足。南秋田郡広山田村大字広面となる。村役場が広面字谷内佐渡に置かれる[4]。
  - 広面村・柳田村・蛇野村は楢山村の除外を主張し、楢山村も単独立村を主張した[8]。しかし県が合併枠の変更を認めず、4村での合併となった。
- 1941年（昭和16年）4月1日 - 広山田村が秋田市へ編入されたことに伴い、秋田市大字広面となる。
- 1955年（昭和30年）1月20日 - 広面簡易郵便局が開局する。
- 1964年（昭和39年）7月25日 - 秋田明田郵便局が開局する[9]。
- 1976年（昭和51年）
  - 9月3日 - 秋田大学医学部附属病院が完成する。
  - 11月25日 - 秋田銀行広面支店が開業[10]。
- 1978年（昭和53年）
  - 3月30日 - 秋田広面郵便局が開局する[11]。広面簡易郵便局は新築移転し、横森簡易郵便局に改称。
  - 10月16日 - 秋田相互銀行広面支店が開業[12]。
- 1979年（昭和54年）4月2日 - 秋田市立城東中学校が開校する。
- 1986年（昭和61年）9月19日 - 秋田屋敷田郵便局が開局する[13]。
- 1989年（平成元年）3月 - 城東消防署手形出張所が新築移転し、城東消防署広面出張所に改称。
- 1995年（平成7年）
  - 3月16日 - 東北地方では仙台駅交番に次ぐ規模を持つ秋田警察署城東交番[14] が完成し、開所式を実施[15]。
  - 9月4日 - 北都銀行秋田東支店が開業[16] 。
- 1999年（平成11年）10月14日 - 秋田銀行秋田東中央支店が開業[17] 。
- 2015年（平成27年）8月24日 - 秋田市東部市民サービスセンターが開所。
- 2019年（平成31年）3月20日 - この日をもって、大衆食堂「大吉食堂」が閉店[18]。

### 字域の変遷
以下はすべて住居表示実施に伴う変更。
| 実施前           | 実施年月日               | 実施後（各町ともその一部）          |
| ---------------- | ------------------------ | ----------------------------------- |
| 広面字赤沼       | （残存）広面字赤沼       | （残存）広面字赤沼                  |
| 広面字家ノ下     | （残存）広面字家ノ下     | （残存）広面字家ノ下                |
| 広面字碇         | （残存）広面字碇         | （残存）広面字碇                    |
| 広面字板橋       | 平成7年10月1日           | 東通二丁目 ひがしどおりにちょうめ   |
| 広面字板橋       | 平成7年10月1日           | 東通五丁目 ひがしどおりごちょうめ   |
| 広面字板橋添     | 平成7年10月1日           | 東通三丁目 ひがしどおりさんちょうめ |
| 広面字板橋添     | （残存）広面字板橋添     |                                     |
| 広面字大袋       | 昭和52年4月1日           | 桜一丁目 さくらいっちょうめ         |
| 広面字大袋       | 昭和52年4月1日           | 横森五丁目 よこもりごちょうめ       |
| 広面字大袋       | （残存）広面字大袋       |                                     |
| 広面字大巻       | （残存）広面字大巻       | （残存）広面字大巻                  |
| 広面字鬼首       | 平成7年10月1日           | 東通五丁目 ひがしどおりごちょうめ   |
| 広面字鬼首       | 平成7年10月1日           | 東通六丁目 ひがしどおりろくちょうめ |
| 広面字鬼首       | 平成7年10月1日           | 東通七丁目 ひがしどおりななちょうめ |
| 広面字鬼首       | 平成7年10月1日           | 東通八丁目 ひがしどおりはっちょうめ |
| 広面字鬼首       | 昭和52年4月1日           | 横森五丁目 よこもりごちょうめ       |
| 広面字鬼首       | （残存）広面字鬼首       |                                     |
| 広面字蟹沢       | 昭和56年4月1日           | 手形山中町 てがたやまなかまち       |
| 広面字蟹沢       | 昭和56年4月1日           | 手形山南町 てがたやまみなみまち     |
| 広面字蟹沢       | （残存）広面字蟹沢       |                                     |
| 広面字川崎       | （残存）広面字川崎       | （残存）広面字川崎                  |
| 広面字小沼       | 平成7年10月1日           | 東通四丁目 ひがしどおりよんちょうめ |
| 広面字小沼       | 平成7年10月1日           | 東通五丁目 ひがしどおりごちょうめ   |
| 広面字小沼       | 平成7年10月1日           | 東通八丁目 ひがしどおりはっちょうめ |
| 広面字小沼古川端 | 平成7年10月1日           | 東通四丁目 ひがしどおりよんちょうめ |
| 広面字小沼古川端 | 平成7年10月1日           | 東通八丁目 ひがしどおりはっちょうめ |
| 広面字小沼古川端 | （残存）広面字小沼古川端 |                                     |
| 広面字近藤沢     | 昭和56年4月1日           | 手形山北町 てがたやまきたまち       |
| 広面字近藤沢     | 昭和56年4月1日           | 手形山中町 てがたやまなかまち       |
| 広面字近藤沢     | 昭和56年4月1日           | 手形山西町 てがたやまにしまち       |
| 広面字近藤沢     | 昭和56年4月1日           | 手形山東町 てがたやまひがしまち     |
| 広面字近藤沢     | 昭和56年4月1日           | 手形山南町 てがたやまみなみまち     |
| 広面字近藤沢     | （残存）広面字近藤沢     |                                     |
| 広面字近藤堰越   | （残存）広面字近藤堰越   | （残存）広面字近藤堰越              |
| 広面字近藤堰添   | （残存）広面字近藤堰添   | （残存）広面字近藤堰添              |
| 広面字近藤山下   | 昭和56年4月1日           | 手形山中町 てがたやまなかまち       |
| 広面字近藤山下   | 昭和56年4月1日           | 手形山東町 てがたやまひがしまち     |
| 広面字推子       | 昭和56年4月1日           | 手形山西町 てがたやまにしまち       |
| 広面字推子       | 昭和56年4月1日           | 手形山南町 てがたやまみなみまち     |
| 広面字推子       | （残存）広面字推子       |                                     |
| 広面字高田       | 平成7年10月1日           | 東通二丁目 ひがしどおりにちょうめ   |
| 広面字高田       | 平成7年10月1日           | 東通三丁目 ひがしどおりさんちょうめ |
| 広面字高田       | 平成7年10月1日           | 東通四丁目 ひがしどおりよんちょうめ |
| 広面字高田       | 平成7年10月1日           | 東通五丁目 ひがしどおりごちょうめ   |
| 広面字高田       | （残存）広面字高田       |                                     |
| 広面字堤敷       | （残存）広面字堤敷       | （残存）広面字堤敷                  |
| 広面字釣瓶町     | （残存）広面字釣瓶町     | （残存）広面字釣瓶町                |
| 広面字土手下     | （残存）広面字土手下     | （残存）広面字土手下                |
| 広面字樋ノ上     | （残存）広面字樋ノ上     | （残存）広面字樋ノ上                |
| 広面字樋ノ沖     | （残存）広面字樋ノ沖     | （残存）広面字樋ノ沖                |
| 広面字樋口       | （残存）広面字樋口       | （残存）広面字樋口                  |
| 広面字樋ノ下     | （残存）広面字樋ノ下     | （残存）広面字樋ノ下                |
| 広面字長沼       | 平成7年10月1日           | 東通三丁目 ひがしどおりさんちょうめ |
| 広面字長沼       | 平成7年10月1日           | 東通四丁目 ひがしどおりよんちょうめ |
| 広面字長沼       | （残存）広面字長沼       |                                     |
| 広面字鍋沼       | （残存）広面字鍋沼       | （残存）広面字鍋沼                  |
| 広面字二階堤     | 昭和56年4月1日           | 手形山北町 てがたやまきたまち       |
| 広面字二階堤     | 昭和56年4月1日           | 手形山東町 てがたやまひがしまち     |
| 広面字二階堤     | （残存）広面字二階堤     |                                     |
| 広面字糠塚       | （残存）広面字糠塚       | （残存）広面字糠塚                  |
| 広面字野添       | 平成7年10月1日           | 東通六丁目 ひがしどおりろくちょうめ |
| 広面字野添       | 平成7年10月1日           | 東通七丁目 ひがしどおりななちょうめ |
| 広面字野添       | （残存）広面字野添       |                                     |
| 広面字蓮沼       | （残存）広面字蓮沼       | （残存）広面字蓮沼                  |
| 広面字昼寝       | （残存）広面字昼寝       | （残存）広面字昼寝                  |
| 広面字広面       | 昭和52年4月1日           | 桜一丁目 さくらいっちょうめ         |
| 広面字広面       | （残存）広面字広面       |                                     |
| 広面字二ツ屋     | 昭和54年4月1日           | 東通明田 ひがしどおりみょうでん     |
| 広面字二ツ屋     | 昭和52年4月1日           | 横森一丁目 よこもりいっちょうめ     |
| 広面字二ツ屋     | 昭和52年4月1日           | 横森五丁目 よこもりごちょうめ       |
| 広面字二ツ屋     | （残存）広面字二ツ屋     |                                     |
| 広面字宮田       | （残存）広面字宮田       | （残存）広面字宮田                  |
| 広面字屋敷田     | 平成7年10月1日           | 東通二丁目 ひがしどおりにちょうめ   |
| 広面字屋敷田     | （残存）広面字屋敷田     |                                     |
| 広面字谷地沖     | （残存）広面字谷地沖     | （残存）広面字谷地沖                |
| 広面字谷地田     | （残存）広面字谷地田     | （残存）広面字谷地田                |
| 広面字谷地眼     | 平成7年10月1日           | 東通一丁目 ひがしどおりいっちょうめ |
| 広面字谷地眼     | 平成7年10月1日           | 東通二丁目 ひがしどおりにちょうめ   |
| 広面字谷地眼     | 平成7年10月1日           | 東通五丁目 ひがしどおりごちょうめ   |
| 広面字谷地眼     | 平成7年10月1日           | 東通六丁目 ひがしどおりろくちょうめ |
| 広面字谷内佐渡   | （残存）広面字谷内佐渡   | （残存）広面字谷内佐渡              |
| 広面字柳沢       | 昭和56年4月1日           | 手形山南町 てがたやまみなみまち     |
| 広面字柳沢       | （残存）広面字柳沢       |                                     |

## 世帯数と人口
2016年（平成28年）10月1日現在の世帯数と人口は以下の通りである。
| 小字             | 世帯数    | 人口     |
| ---------------- | --------- | -------- |
| 広面字赤沼       | 111世帯   | 210人    |
| 広面字家ノ下     | 454世帯   | 728人    |
| 広面字碇         | 185世帯   | 422人    |
| 広面字板橋添     | 255世帯   | 498人    |
| 広面字大袋       | 45世帯    | 101人    |
| 広面字大巻       | 267世帯   | 569人    |
| 広面字鬼頭       | 137世帯   | 226人    |
| 広面字蟹沢       | 17世帯    | 41人     |
| 広面字川崎       | 398世帯   | 722人    |
| 広面字小沼古川端 | 142世帯   | 336人    |
| 広面字近藤堰越   | 151世帯   | 344人    |
| 広面字近藤堰添   | 111世帯   | 212人    |
| 広面字推子       | 71世帯    | 109人    |
| 広面字高田       | 138世帯   | 304人    |
| 広面字堤敷       | 83世帯    | 159人    |
| 広面字釣瓶町     | 432世帯   | 829人    |
| 広面字土手下     | 293世帯   | 485人    |
| 広面字樋ノ上     | 111世帯   | 236人    |
| 広面字樋ノ沖     | 354世帯   | 633人    |
| 広面字樋口       | 382世帯   | 938人    |
| 広面字樋ノ下     | 159世帯   | 303人    |
| 広面字長沼       | 88世帯    | 188人    |
| 広面字鍋沼       | 158世帯   | 391人    |
| 広面字二階堤     | 127世帯   | 279人    |
| 広面字糠塚       | 371世帯   | 658人    |
| 広面字野添       | 312世帯   | 616人    |
| 広面字蓮沼       | 315世帯   | 558人    |
| 広面字昼寝       | 212世帯   | 333人    |
| 広面字広面       | 225世帯   | 492人    |
| 広面字二ツ屋     | 126世帯   | 252人    |
| 広面字宮田       | 32世帯    | 109人    |
| 広面字谷地沖     | 79世帯    | 151人    |
| 広面字谷地田     | 328世帯   | 624人    |
| 広面字谷内佐渡   | 320世帯   | 722人    |
| 広面字屋敷田     | 171世帯   | 317人    |
| 計               | 7,160世帯 | 14,095人 |

## 交通

### 鉄道
地区内に鉄道は通っていない。最寄り駅は中通七丁目にあるJR東日本奥羽本線・羽越本線・秋田新幹線の秋田駅。

### バス
- 秋田中央交通
  - （駅東線） - 広面屋敷田[3] - 広面家ノ下 - 広面大巻 - 広面谷地田 - 南団地 - 山崎団地前 - 谷内佐渡 - 大学病院前
  - （太平線） - 赤沼入口 - 三吉神社入口 - 広面幼稚園 - 谷内佐渡 - 谷内佐渡中丁 - 谷内佐渡上丁 - 石動神社前 -
  - （赤沼線） - 赤沼入口 - 三吉神社入口 - 広面幼稚園 - 谷内佐渡 - 大学病院前 - 山崎団地前 - 南団地 - 広面樋ノ沖 - 碇入口 - 秋田東営業所入口 -
  - （神田ノースアジア大学線） - 広面小学校入口 - 秋大糠塚官舎前 - 大学病院前 - 谷内佐渡 - 山崎団地前 - 南団地 - 広面樋ノ沖 - 広面樋口 -
  - （秋田東営業所線） - 駅東団地 - 秋田東営業所入口 -
  - （桜御所野線・桜ガ丘線・南ヶ丘線） - 秋田東営業所入口 - 広面宮田 -
  - （明田・築地経由ノースアジア大学線） - 明田郵便局前 -

### 道路
- 秋田県道28号秋田岩見船岡線
  - 手形蛇野赤沼街道（旧道）
- 秋田県道41号秋田昭和線（都市計画道路横山金足線）
- 秋田県道62号秋田北野田線

## 施設

### 字推子
- 手形造園樹木園植物園

### 字赤沼
- 本念寺
- 太平山三吉神社里宮

太平山三吉神社

### 字蟹沢

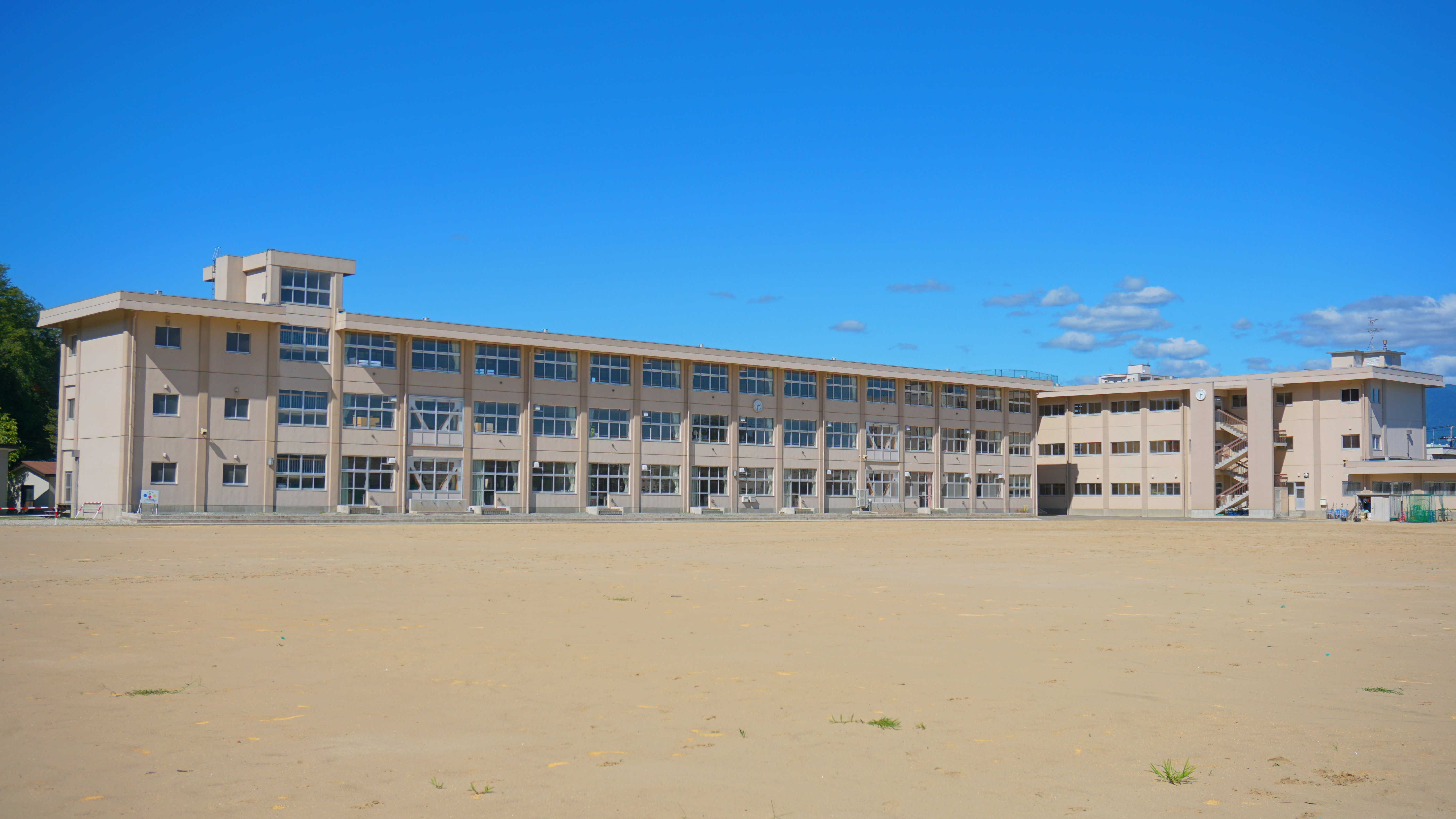
秋田市立広面小学校

- 秋田市立広面小学校

### 字近藤堰越
- DCM広面北店（広面ショッピングセンター）
- スーパードラッグアサヒ秋田広面店
- TSUTAYA広面店

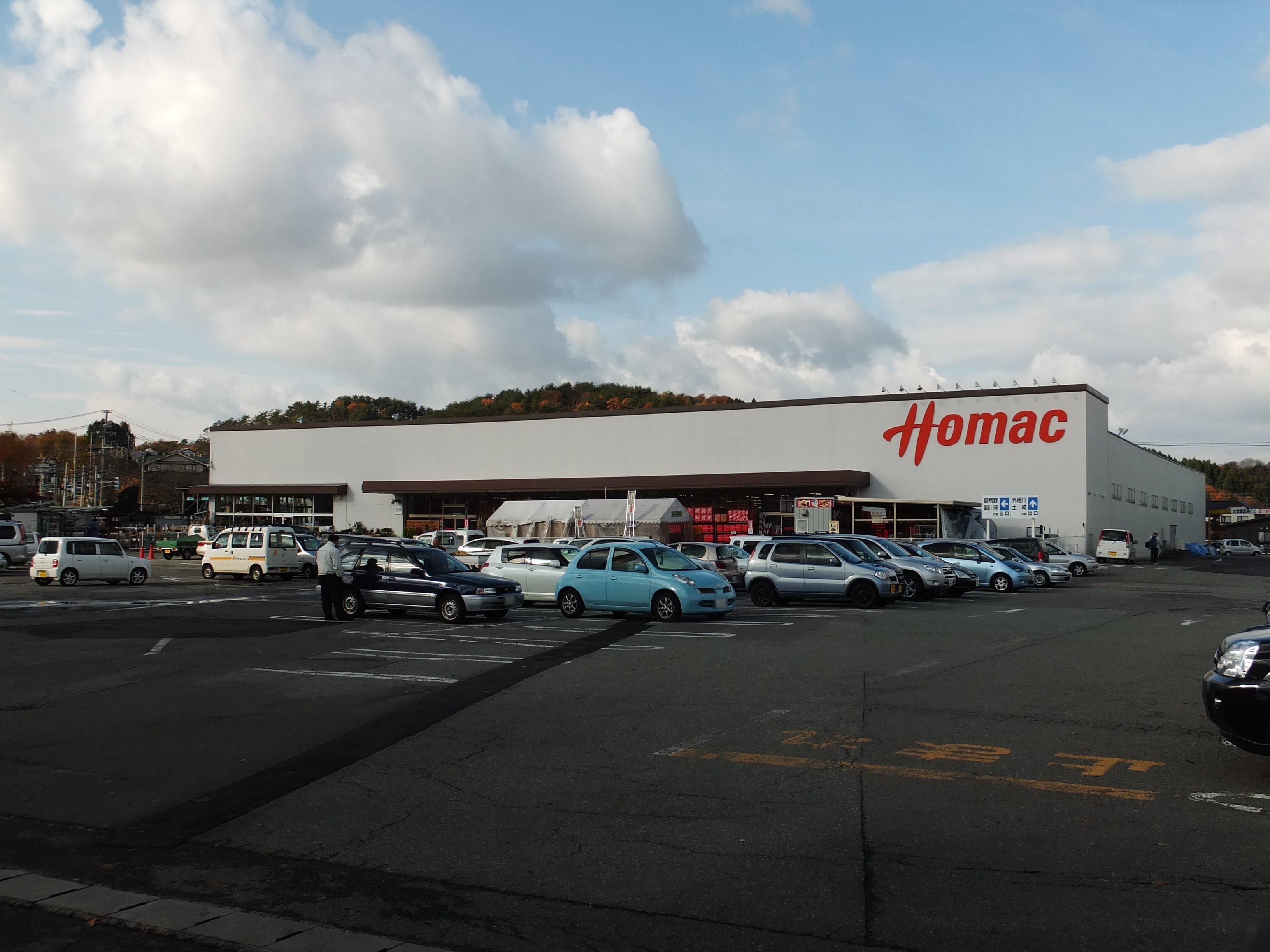
DCMホーマック広面北店
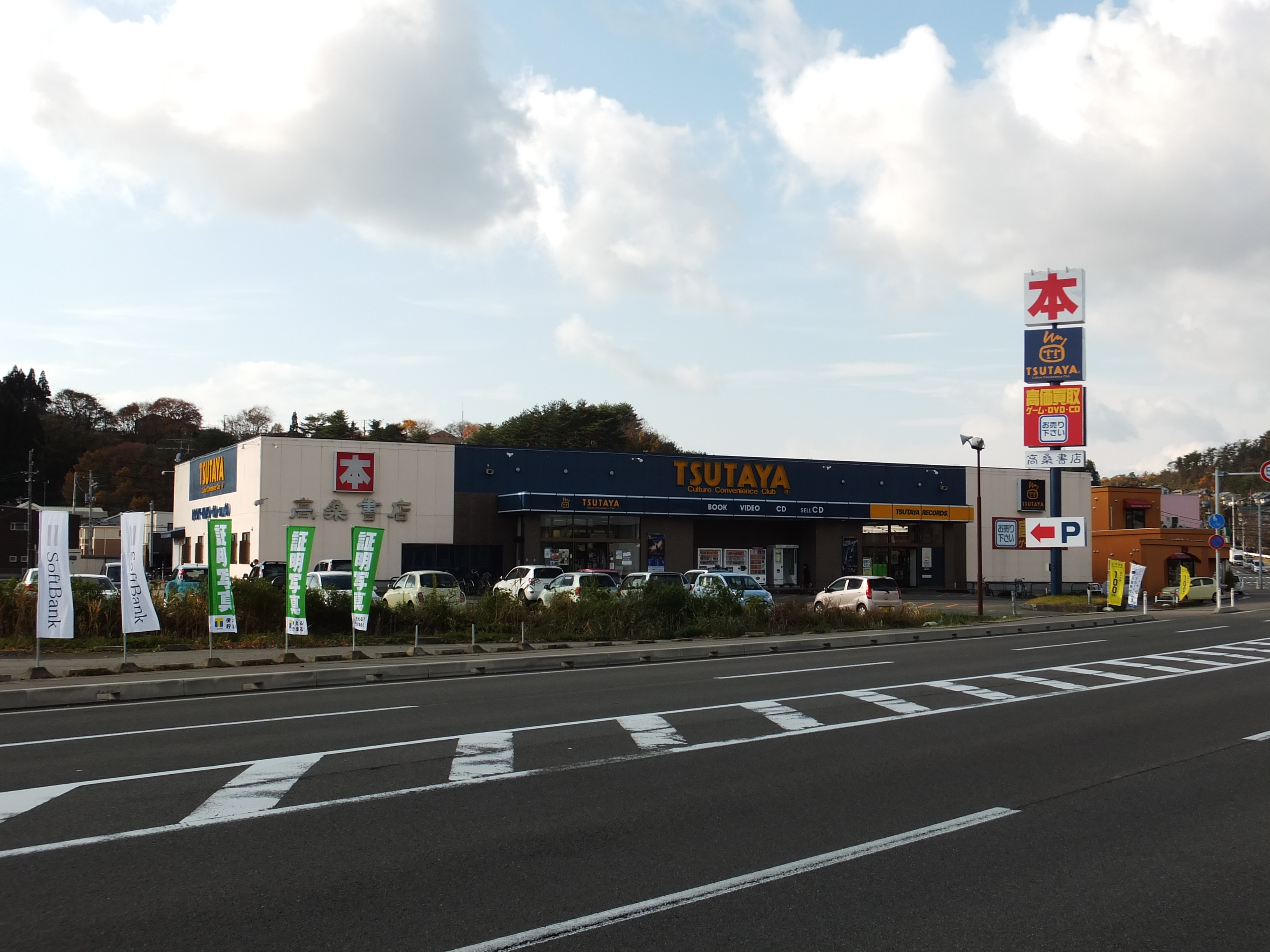
高桑書店TSUTAYA広面店

### 字堤敷
- マックスバリュ広面店（広面ショッピングセンター）

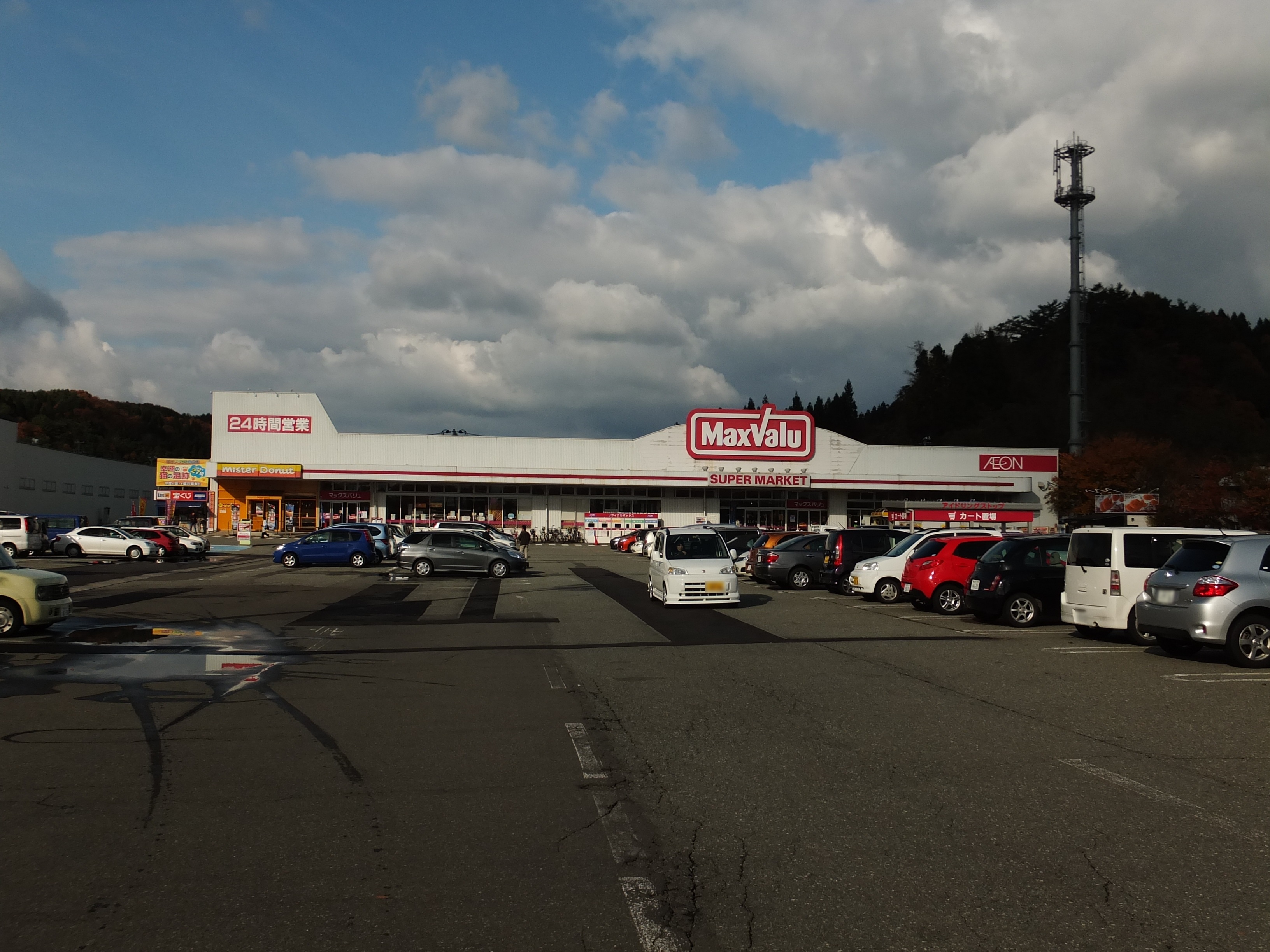
マックスバリュ広面店

### 字蓮沼

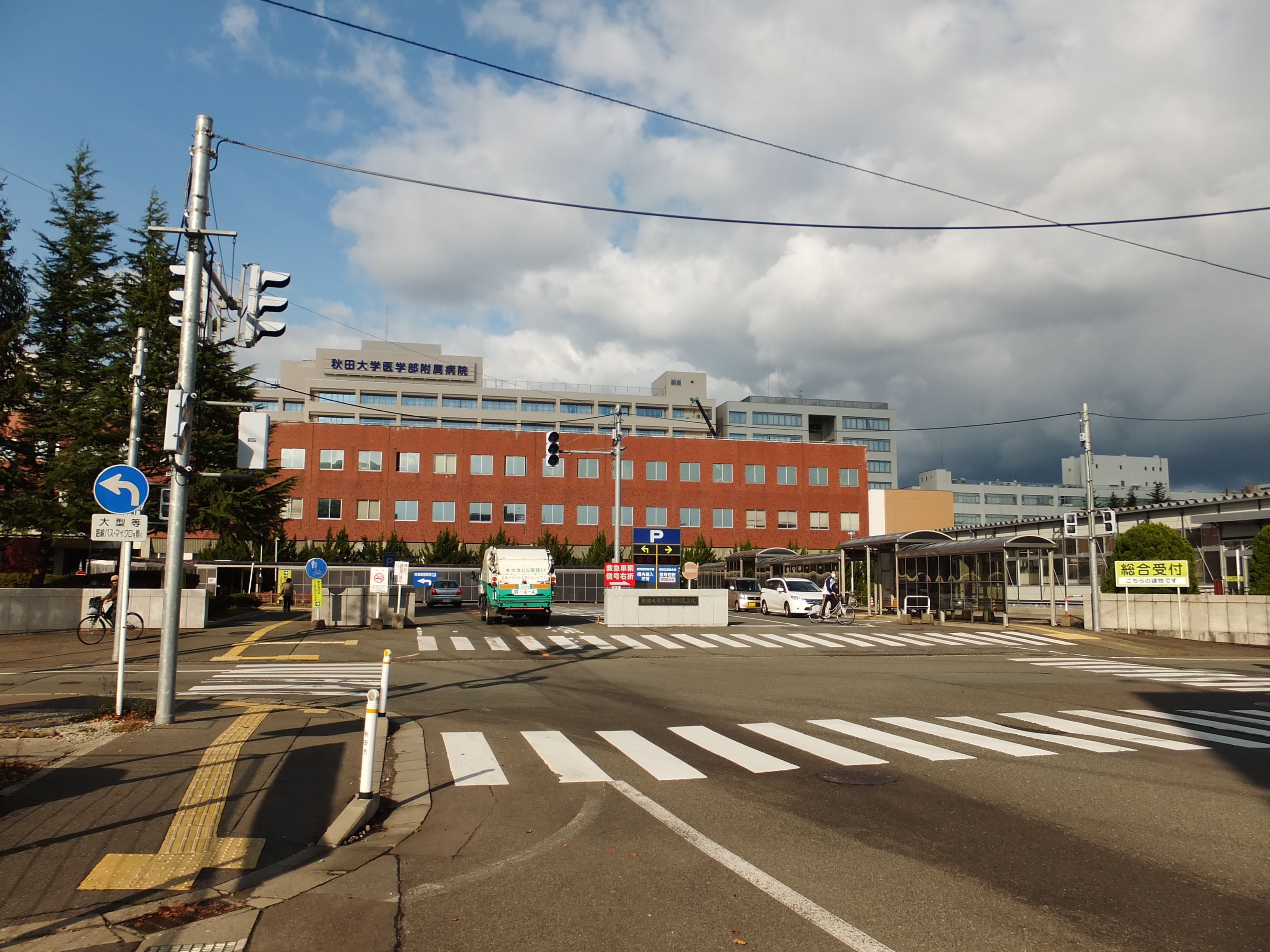
秋田大学医学部附属病院
- 日本調剤秋田薬局
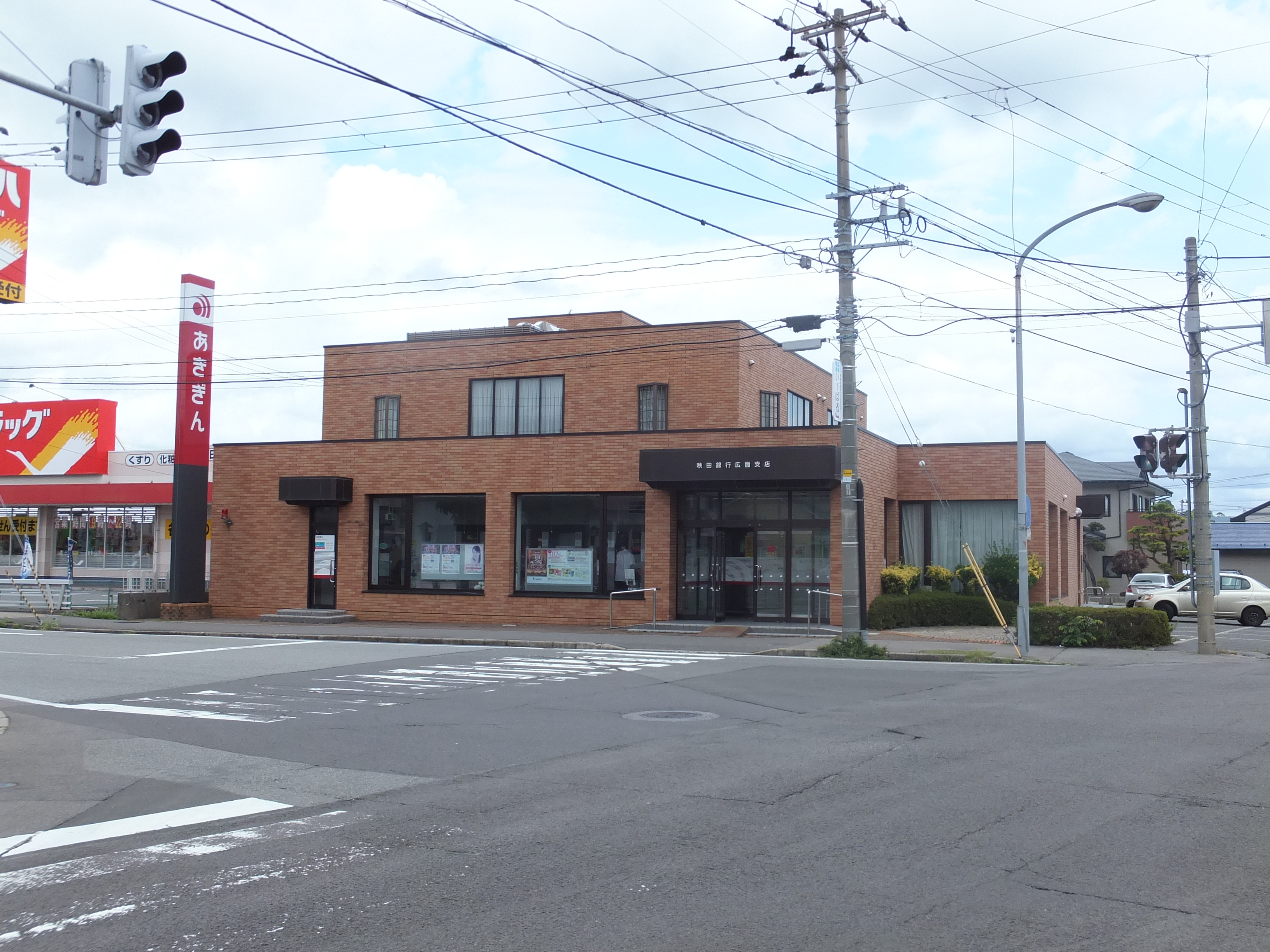
秋田銀行広面支店
- ツルハドラッグ秋田広面北店（調剤対応）

- 秋田大学医学部附属病院
- 秋田銀行広面支店

### 字川崎
- 無明舎出版

### 字谷内佐渡

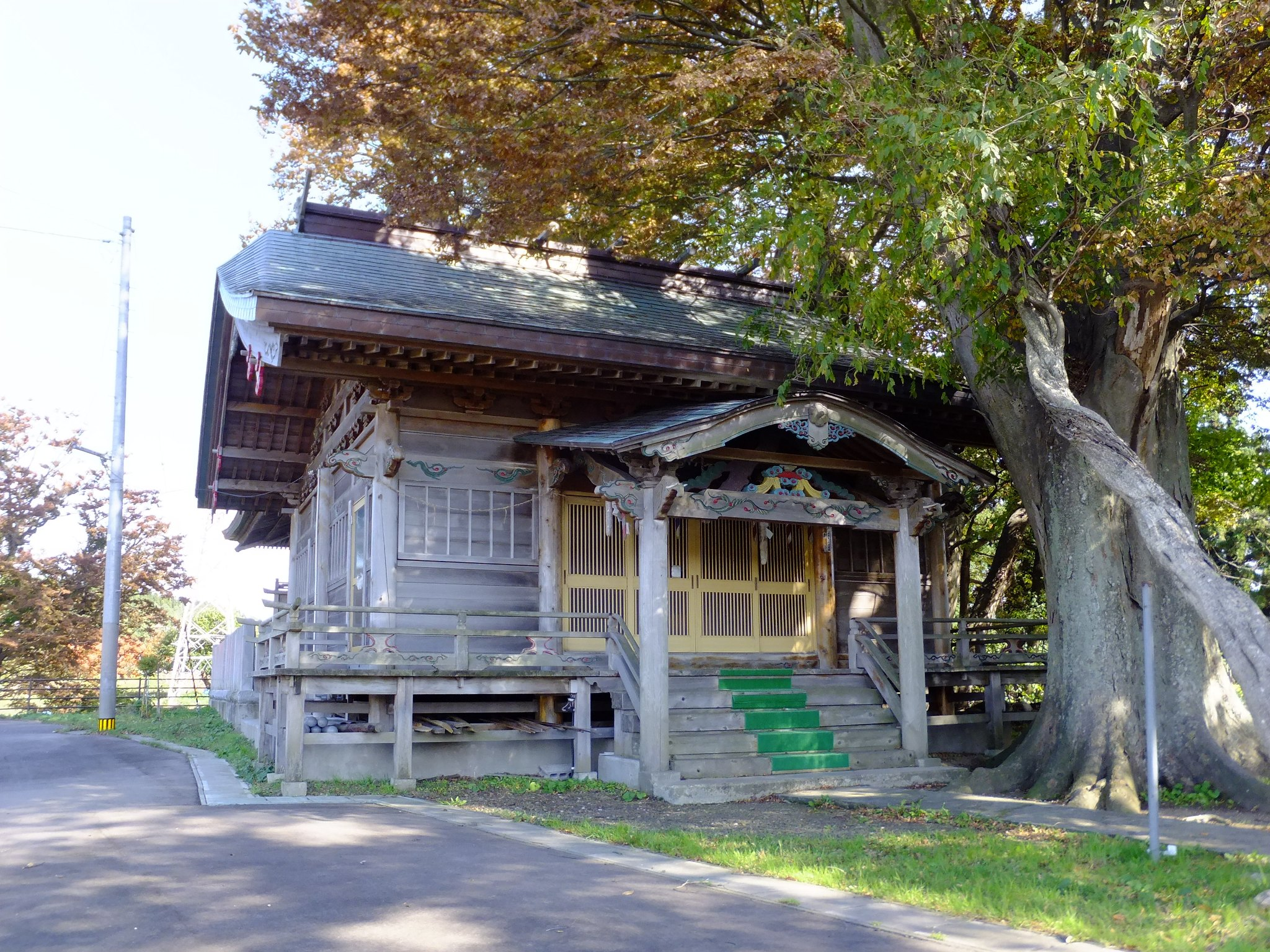
石動神社

- 石動神社

### 字釣瓶町
- 秋田広面郵便局

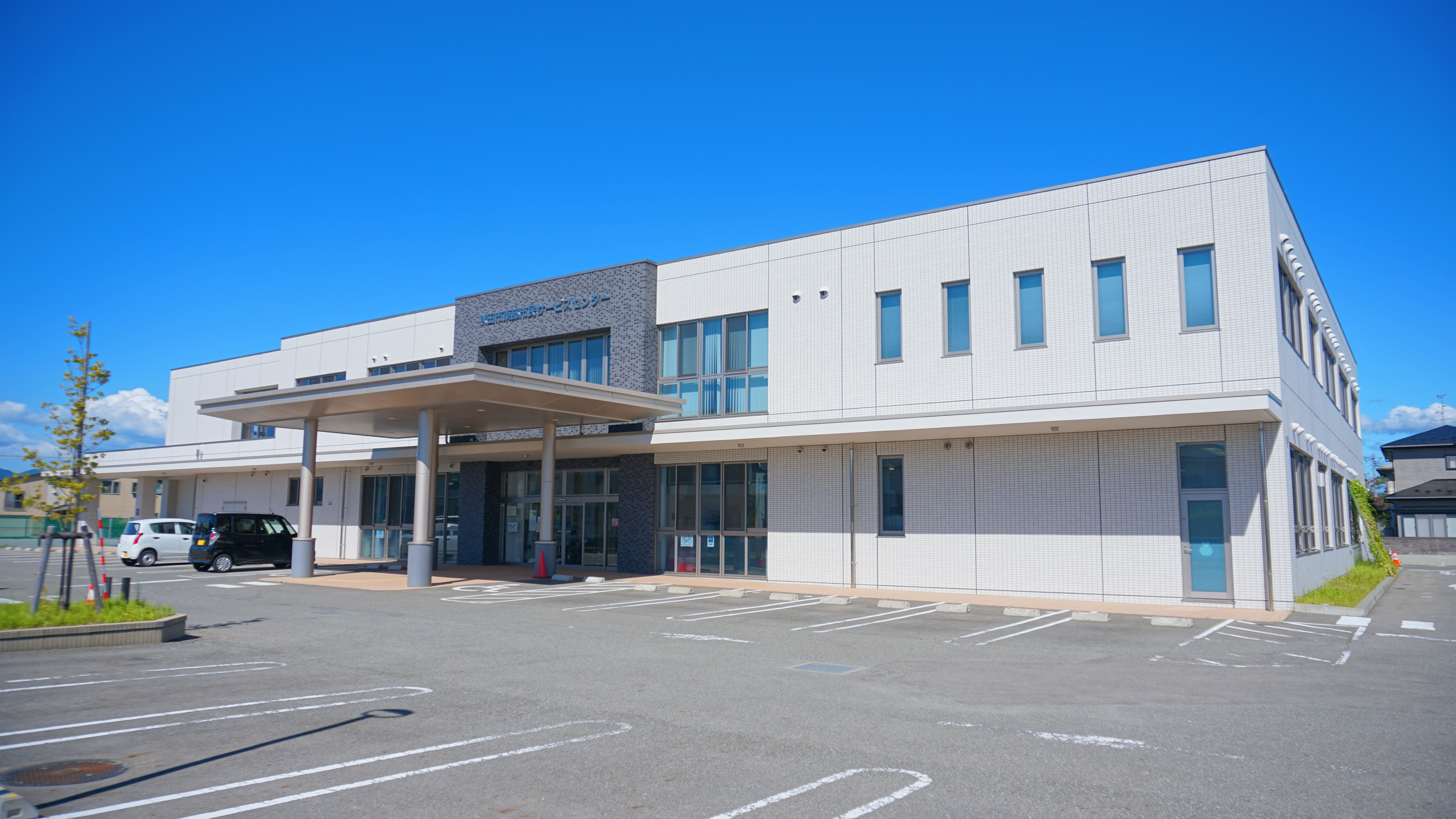
秋田市東部市民サービスセンター

- 秋田市東部市民サービスセンター

### 字屋敷田
- 秋田屋敷田郵便局[3]

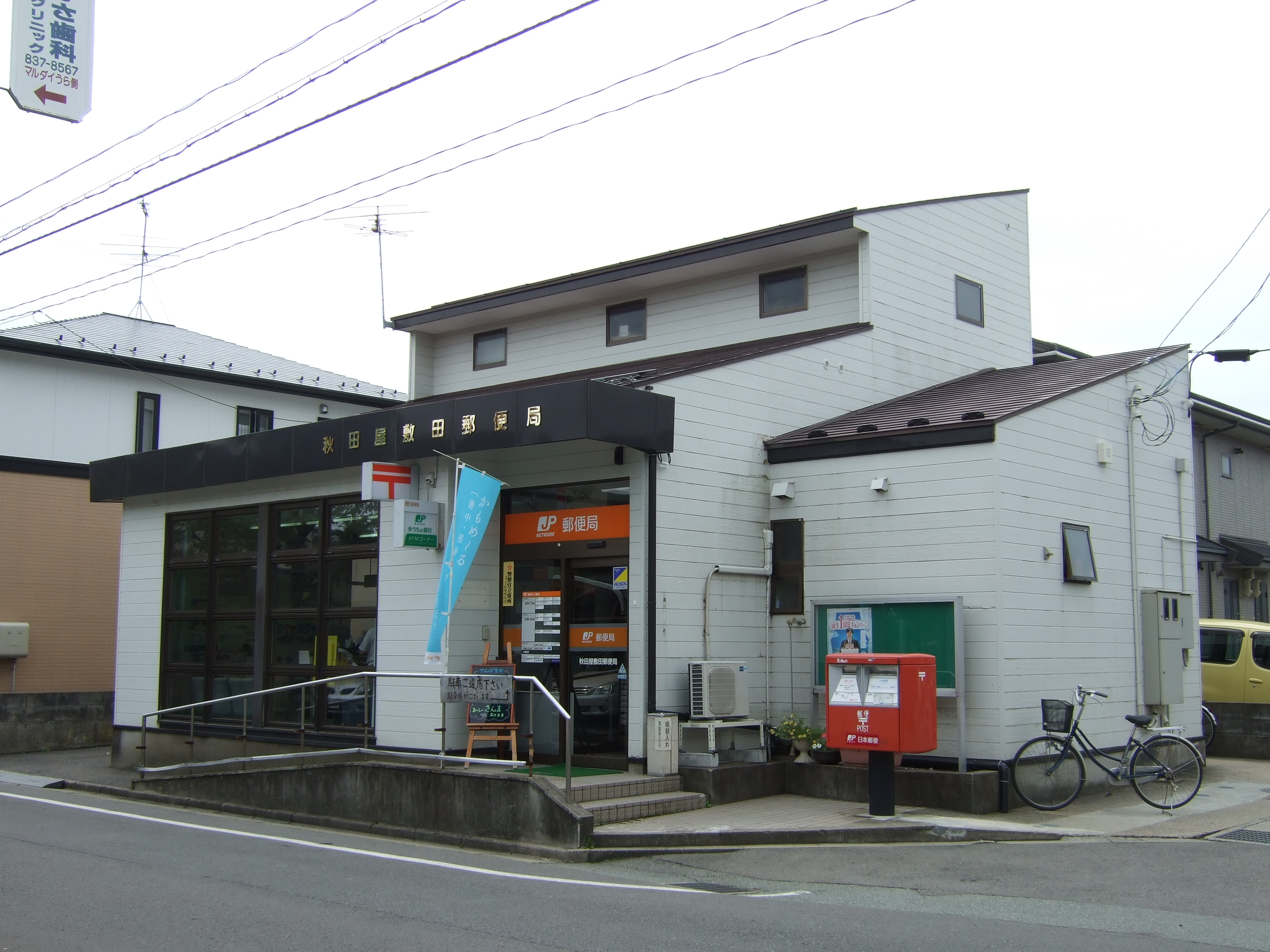
秋田屋敷田郵便局

### 字高田
- 北都銀行秋田東支店・明田支店・桜支店・広面支店

### 字家ノ下

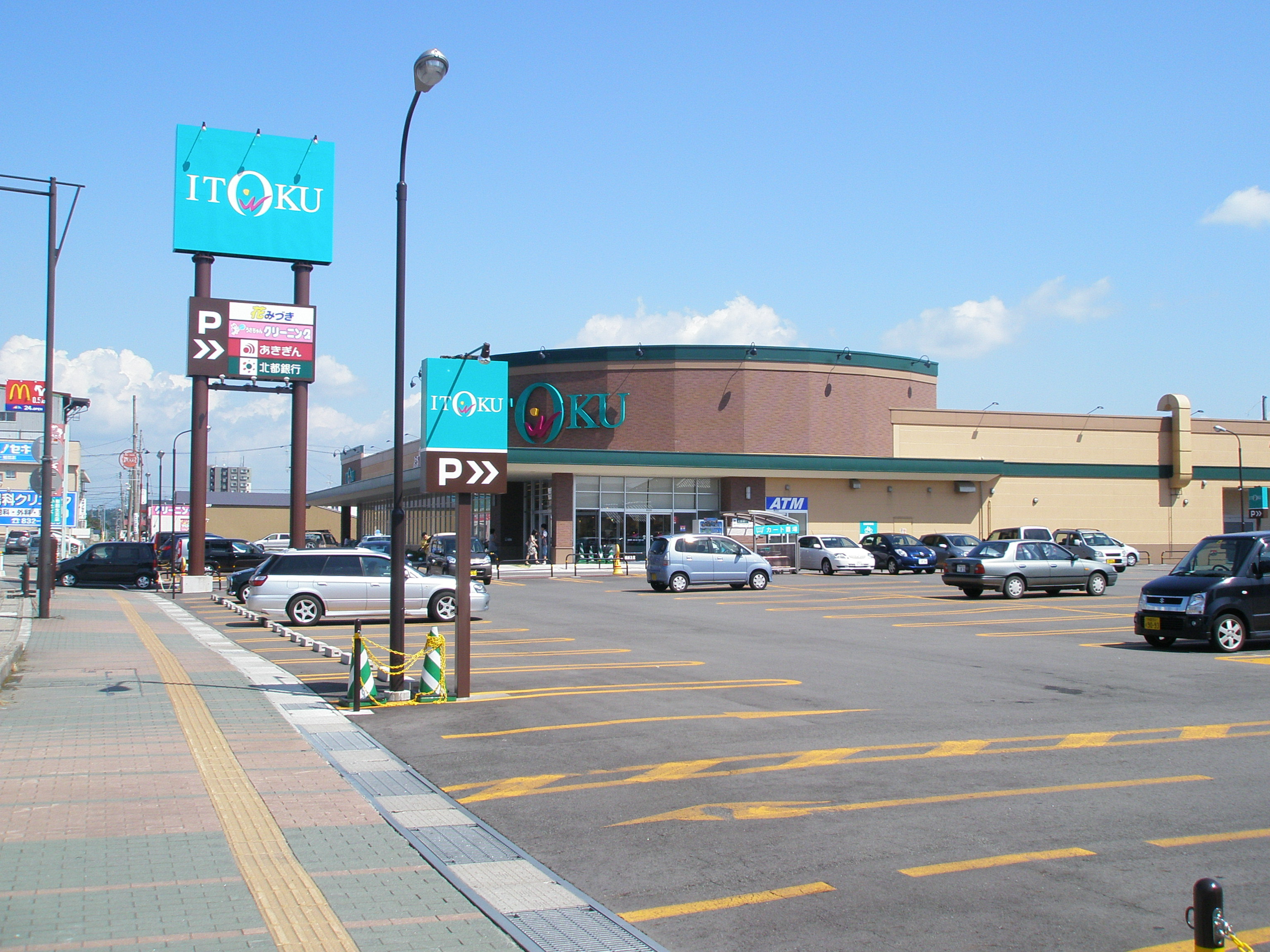
いとく秋田東店

- いとく秋田東店

### 字土手下
- JA秋田なまはげライフサービス本社

### 字板橋添
- マルダイ広面店

### 字谷地田
- 秋田銀行秋田東中央支店
  - 東中央ローンプラザ・東中央保険プラザ

### 字長沼
- ロックンボウル

### 字鍋沼
- 秋田市立城東中学校
- DCM広面店
- パソコン専門店COM

### 字樋ノ沖
- ツルハドラッグ秋田広面店

### 字樋口
- 広面近隣公園（下北手桜字宮ケ沢に跨る）

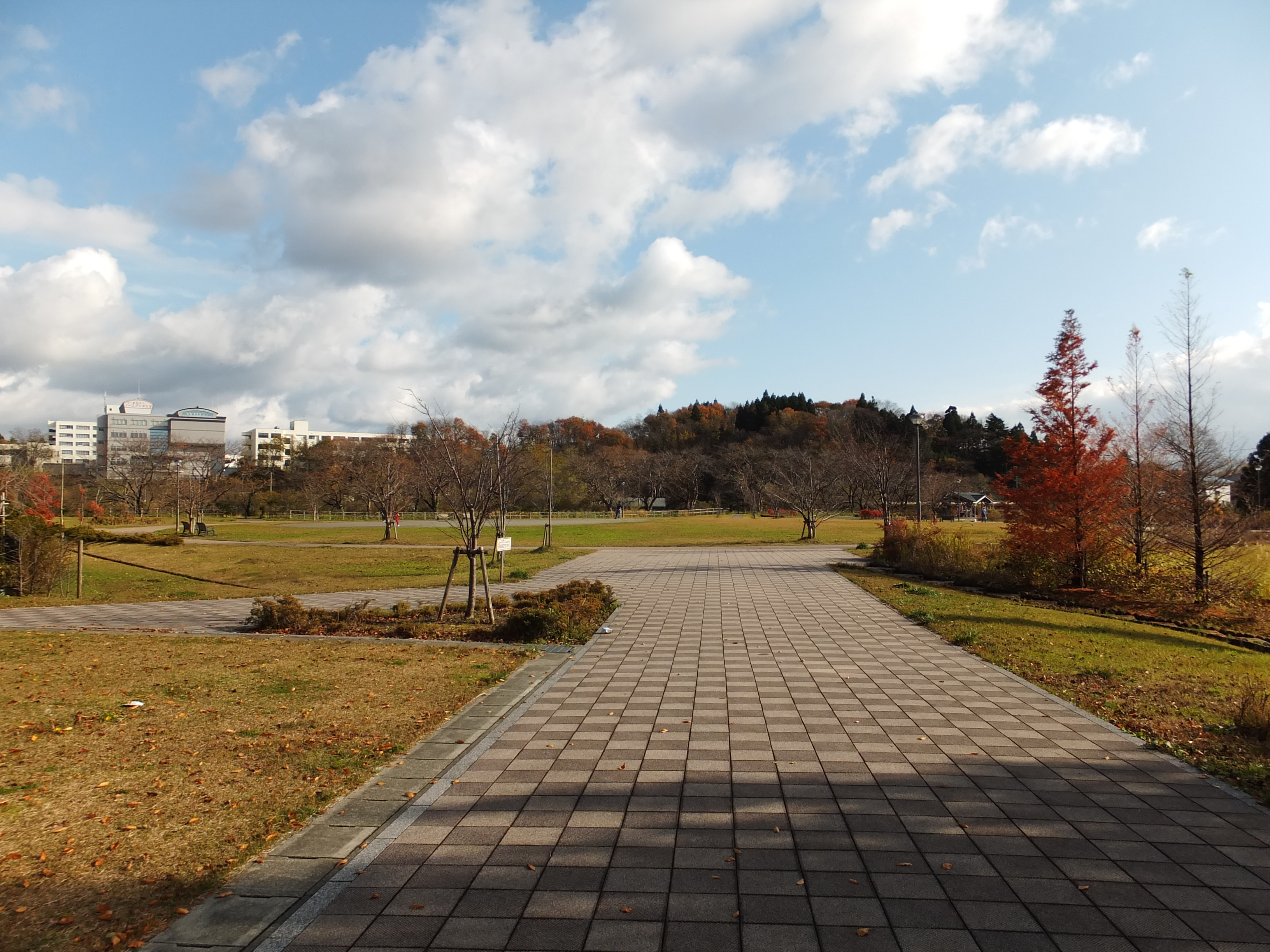
広面近隣公園

### 字樋ノ上
- 秋田中央キリスト教会

### 字宮田
- ケーズデンキ秋田東本店（デンコードー運営）
- 洋服の青山秋田東店
- ジェイ・マルエー広面店

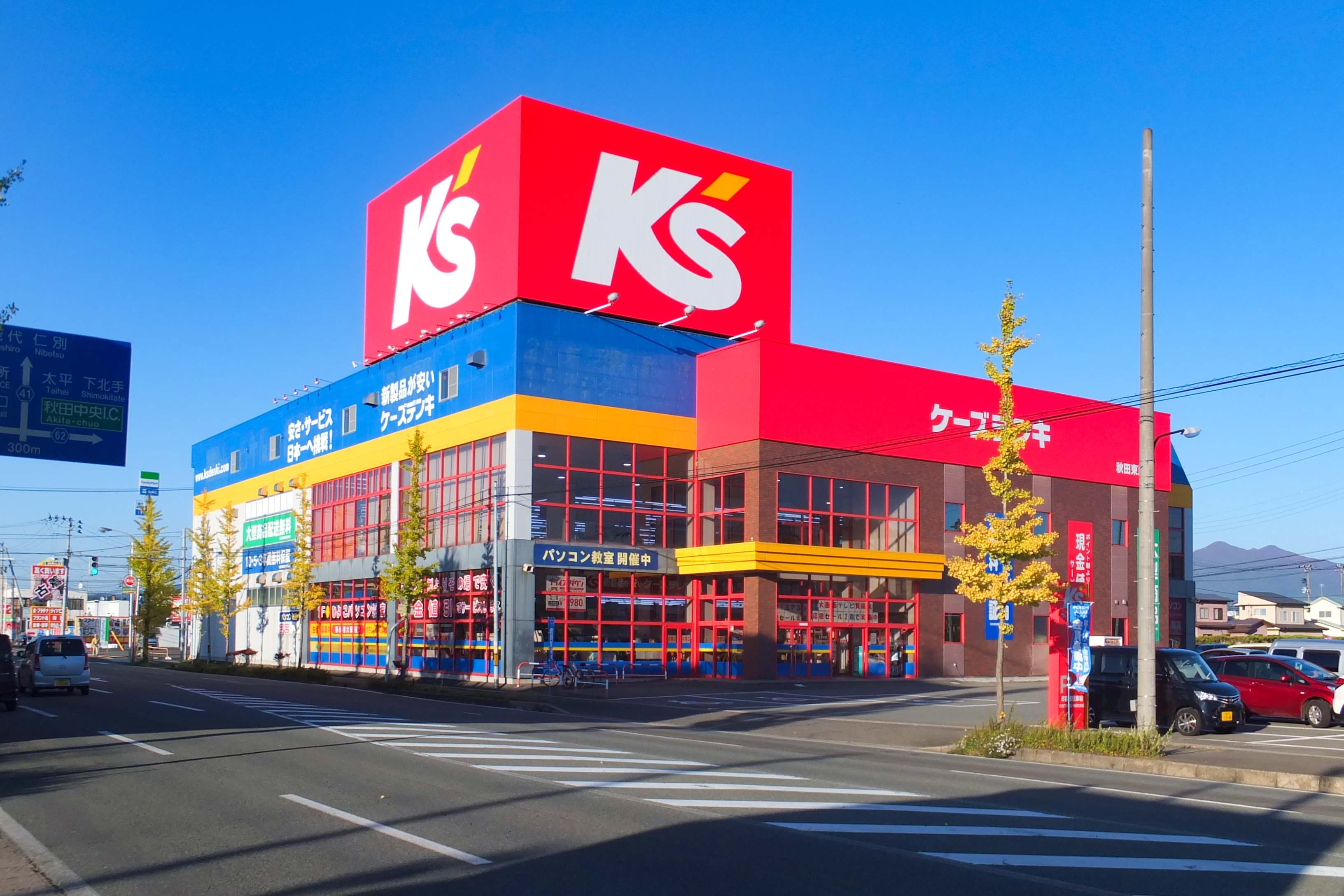
ケーズデンキ秋田東本店
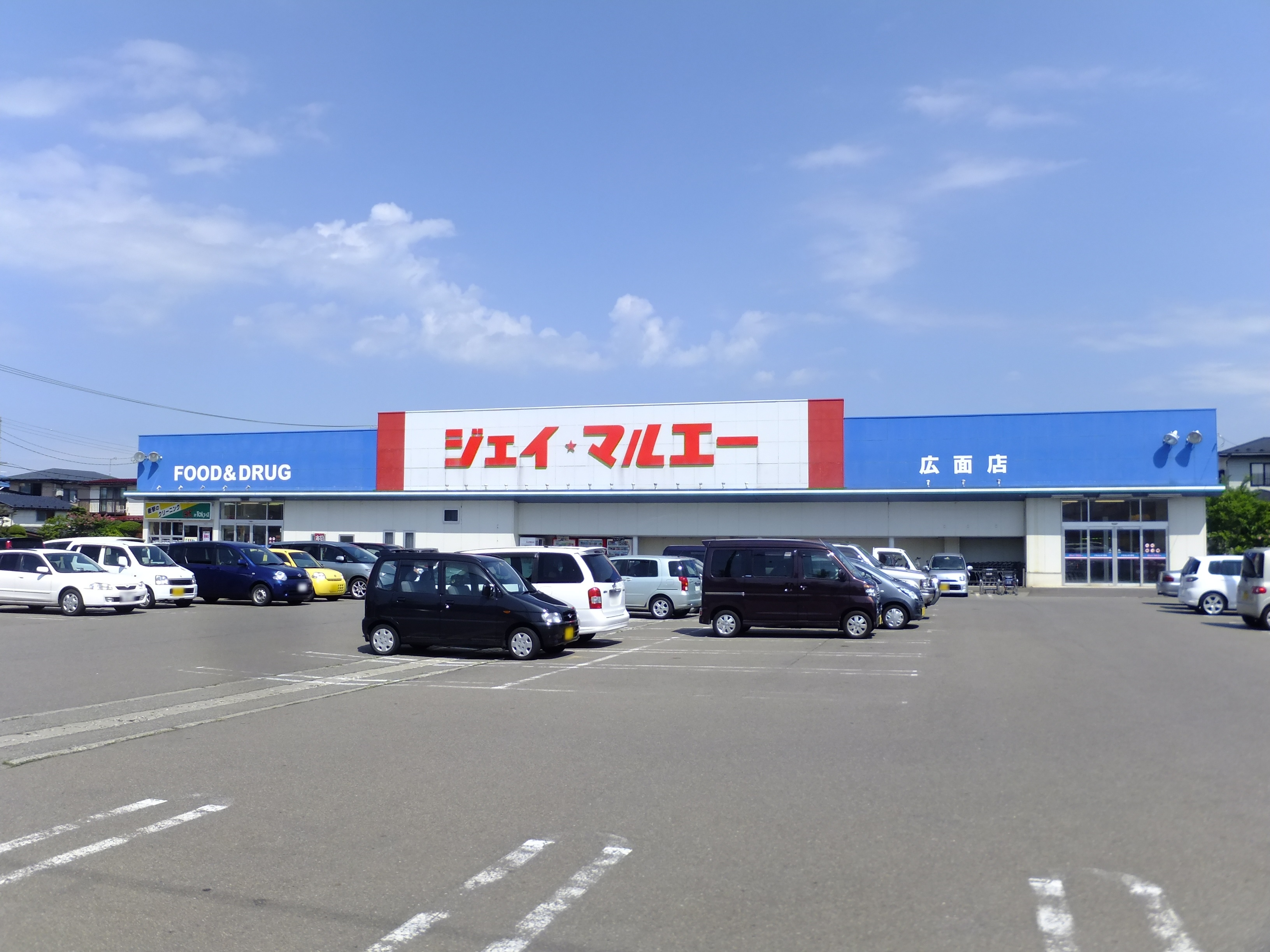
ジェイ・マルエー広面店

### 字野添

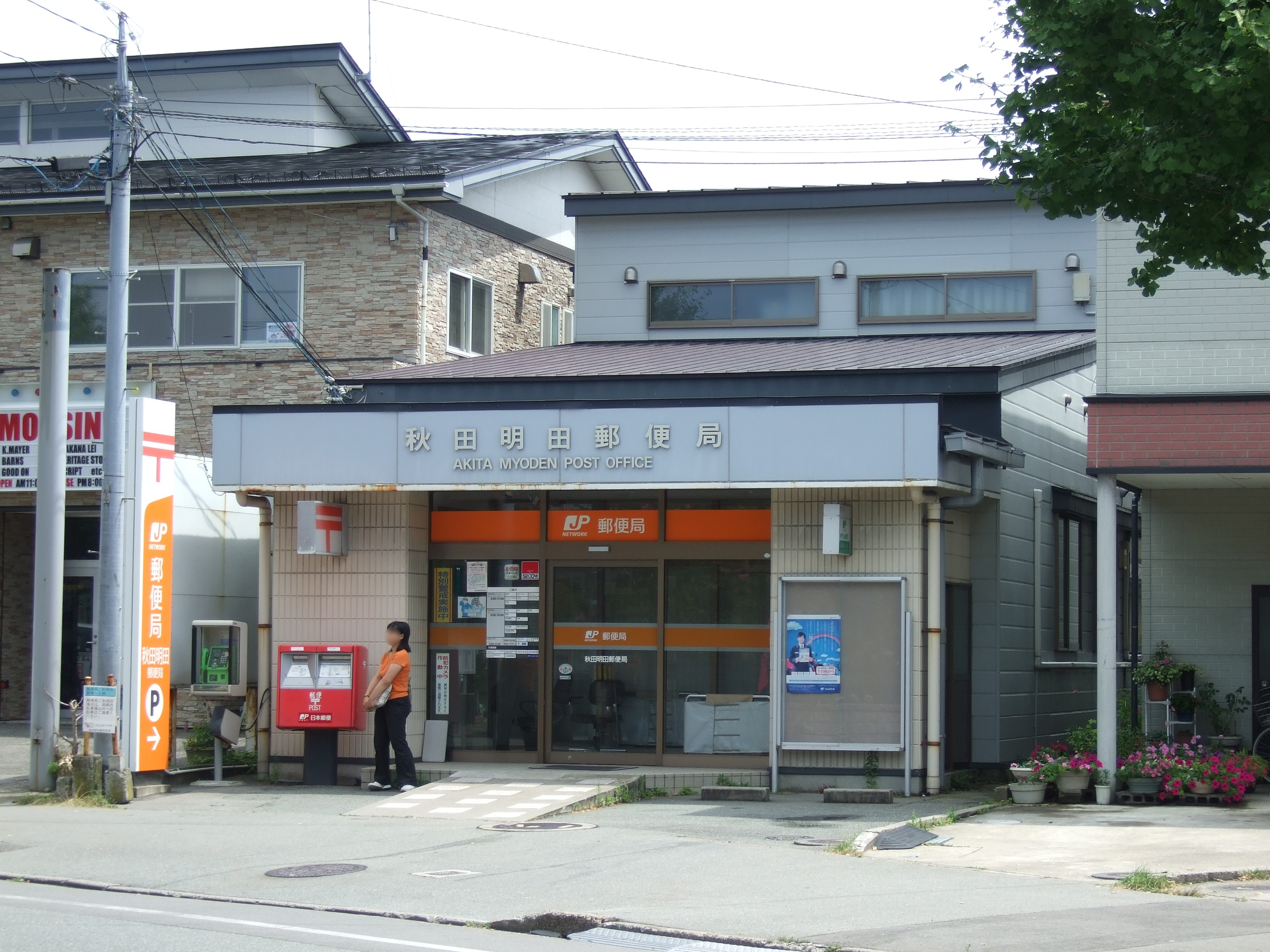
秋田明田郵便局

- 秋田明田郵便局

### 字大袋
- 広面汚水中継ポンプ場